# Ahl al-Bayt
L'Ahl al-Bayt o la Gent de la Casa del Profeta (àrab: أهل البيت, Ahl al-Bayt, literalment ‘la Gent (o Família) de la Casa’) és una expressió islàmica que designa els components de la família del profeta Muhàmmad. Els musulmans els donen una importància especial, i els xiïtes fins i tot els veneren, a partir d'una interpretació particular d'algunes aleies de l'Alcorà i d'alguns hadits.
Hi ha, però, diverses interpretacions sobre l'abast i la importància de l'Ahl al-Bayt. Per als sunnites la Casa de Muhàmmad inclou les seves mullers, la seva filla (Fàtima az-Zahra), els seus tres fills i el seu cosí i gendre Alí ibn Abi-Tàlib. Una altra interpretació hi inclou tots els parents de sang de Muhàmmad, com els Banu Hàixim o els Banu Múttalib. Pels xiïtes imamites i ismaïlites, l'Ahl al-Bayt és un concepte religiós central i els seus components són considerats com els veritables successors de Muhàmmad.
L'expressió «ahl al-bayt» ja es feia servir a Aràbia abans de l'adveniment d'islam per referir-se a una tribu, utilitzant-se específicament per a designar la família que la dirigia.